# John Holliday
John Holliday (ur. 10 listopada 1960) – brytyjski judoka. Olimpijczyk z Moskwy 1980, gdzie zajął piąte miejsce w wadze ekstralekkiej.
Uczestnik mistrzostw świata w 1979 roku. Medalista mistrzostw kraju. 

## Letnie Igrzyska Olimpijskie 1980
| Konkurencja | Eliminacje               | Eliminacje           | Eliminacje             | Repasaże                | Finały                | Klas. końcowa |
| Konkurencja | Przeciwnik I             | Przeciwnik II        | 1/4                    | Przeciwnik I            | o 3 miejsce           | Miejsce       |
| ----------- | ------------------------ | -------------------- | ---------------------- | ----------------------- | --------------------- | ------------- |
| 60 kg       | Alberto Francini (SMR) Z | Spiros Spiru (CYP) Z | José Rodríguez (CUB) P | Samir El-Najjar (SYR) Z | Tibor Kincses (HUN) P | 5.            |